# 비스와강 대로 (바르샤바)

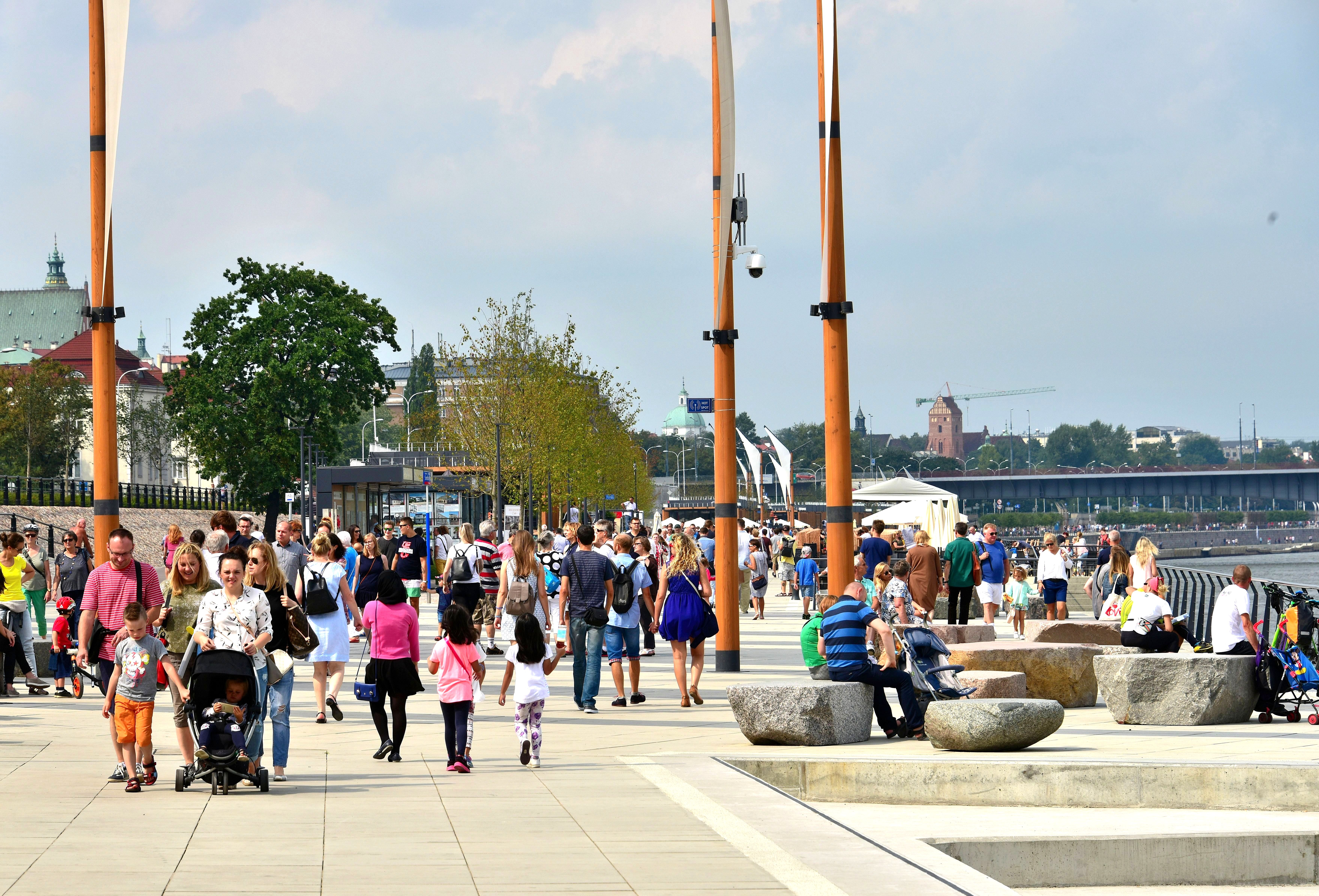
비스와강 대로

비스와강 대로(폴란드어: Bulwary wiślane)는 폴란드 마조프셰주 바르샤바에 있는 비스와강 왼쪽(서쪽)에 강변 산책로다.
대로의 재건축은 2013년에 시작되었다. 비스와강 대로의 첫 번째 구간은 2015년 8월 2일에 개통되었다.